# Pseudozonaria nigropunctata
Espèce
Synonymes
- Cypraea nigropunctata Gray, 1828[1]

Pseudozonaria nigropunctata est une espèce de petits escargots de mer de la famille des Cypraeidae (les « porcelaines »).

## Description
La taille de la coquille adulte varie entre 17 et 42 mm. La surface du dos est généralement brun foncé ou verdâtre, tandis que la base peut être brun pâle, jaunâtre ou rosâtre, avec de petites taches brun foncé sur le bord ventral.

## Distribution
Cette espèce se trouve dans les îles Galápagos, en Équateur et dans le nord du Pérou.

## Systématique
L'espèce Pseudozonaria nigropunctata a été décrite pour la première fois en 1828 par le zoologiste britannique John Edward Gray (1800-1875) sous le protonyme Cypraea nigro-punctata.

## Publication originale
(en) John Edward Gray, « Additions and corrections to a monograph on Cypraea, a genus of testaceous Mollusca », Zoological Journal, vol. 4, no 13,‎ 1828, p. 66–88 (lire en ligne)